# 諸岡愛美
諸岡 愛美（もろおか まなみ、1981年5月16日 - ）は、日本の元レースクイーン、元タレントである。

## 人物・来歴
- 愛称は「まなみん」。
- 千葉県八街市出身。
- 2002年にレースクイーンでデビュー。その後はテレビや雑誌などで活躍。
- 2004年2月から2年2か月間、『王様のブランチ』でリポーターを務めていた。
- 2006年4月20日までサンズエンタテインメントに所属していた。
- 2006年5月から3か月間、カナダへ留学。8月に帰国したが、今後、芸能活動を再開する予定は一切ないという。
- 2008年2月24日、以前所属していたレースクイーンチーム「ZENT」のレースクイーン発表イベントに片瀬まひろとOGとして出現しRQコスチューム姿も披露。芸能活動再開の可能性が残された。

## 出演

### バラエティ
- 王様のブランチ（2004年2月7日 - 2006年3月25日、TBS） - ブランチリポーターレギュラー
- 王様のお夜食（2004年2月14日 - 10月1日、TBS）
- PRICE MAX（2004年9月4日、TBS）
- 世界バリバリ★バリュー（2005年1月18日、毎日放送）
- めちゃ2イケてるッ!（2006年3月11日、フジテレビ） - 同じサンズエンタテインメントの雛形あきこの後輩の1人として出演。
- 私をケイバに連れてって（2006年4月1日 - ?、BSフジ）

### テレビドラマ
- 世界の中心で、愛をさけぶ 第6話 - 看護婦 役
- 弁護士のくず - キャバクラ嬢 役

### CM
- 富士フイルム、Pivi（2004年11月20日 - 1クール）

### 雑誌
- 週刊スピリッツ（2004年8月30日発売）
- 週刊プレイボーイ（2004年8月31日発売）
- 週刊大衆（2004年10月18日発売） - 表紙
- Dear（2004年10月19日発売）
- 週刊プレイボーイ（2004年11月9日発売）
- kindai（2004年11月22日発売）
- ヤングチャンピオン（2005年2月23日発売）
- アサヒ芸能（2005年3月22日発売） - 表紙

### VP
- エフティ資生堂、クユラ・fino（2005年12月 - 2クール）

### DVD
- LOVE ME（2003年5月21日発売、ポニーキャニオン）
- Hug Me!（2003年8月27日発売、フォーサイド・ドット・コム）
- 艶～glossy（2005年3月25日発売、フォーサイド・ドット・コム）
- Jewel☆（2005年12月22日発売、ジェネオン エンタテインメント）

### レースクイーン
- 2002年 スーパー耐久イメージガール　moro★star
- 2003年 GT選手権 ZENT レースクイーン